# 圣多美和普林西比国民议会
圣多美和普林西比国民议会（葡萄牙語：Assembleia Nacional de São Tomé e Príncipe）是圣多美和普林西比的国家立法机关。圣多美和普林西比国民议会实行一院制，由55名议员组成。每届议会任期4年。本届议会于2014年10月产生，共有议员55名，现任议长若泽·迪奥戈。